# Saltangará
Saltangará (dánul: Saltangerå) település Feröer Eysturoy nevű szigetén. Közigazgatásilag Runavík községhez tartozik, amelynek központja és legnagyobb települése.

## Földrajz
A Skálafjørður keleti partján 10 km hosszan húzódó településfüzér részét képezi. Délről Runavík, északról Glyvrar határolja.

## Történelem
A települést 1846-ban alapították. Ma jellegtelen szabványházak uralják a település képét.

## Népesség
| Év              | Lakosság |
| --------------- | -------- |
| 1986. január 1. | 698      |
| 1991. január 1. | 737      |
| 1996. január 1. | 677      |
| 2001. január 1. | 739      |
| 2006. január 1. | 841      |

## Gazdaság
A településen virágzik a gazdaság és a kereskedelem. Runavík község mintegy 60 kereskedéséből sok itt található, de az Eysturoy gazdasági életének jelentős részét koncentráló község cégei közül is sok Saltangarában működik.

## Közlekedés
Saltangará a Skálafjørður keleti partján futó észak-déli irányú út mentén fekszik. A települést érinti a 205-ös, a 440-es és a 442-es buszjárat.
A településen található egy Statoil benzinkút.

## Turizmus
A kikötőben horgonyzó Høganes nevű hajó múzeumként üzemel. A régi halászhajó fedélzetén bemutatják, milyen volt a tengerészélet a 17. században. A hajón koncerteket és kiállításokat is rendeznek.

### Külső hivatkozások
- faroeislands.dk – fényképek és leírás (angol)
- Saltangará[halott link], Runavík község (feröeri)
- Saltangará, Visit Eysturoy (feröeri, angol)
- Panorámakép a domboldalból[halott link] (dán)
- Saltangará, fallingrain.com (angol)